# Dennis Nilsen
Dennis Andrew Nilsen (Fraserburgh, Aberdeenshire, Escòcia; 23 de novembre de 1945-Yorkshire de l'Est, Anglaterra; 12 de maig de 2018) va ser un assassí en sèrie i necròfil britànic.
Va assassinar 15 joves varons en una sèrie d'assassinats comesos entre 1978 i 1983 a Londres (Anglaterra). Convicte de l'homicidi de sis d'ells i dos d'intents d'homicidi en Old Bailey, va ser sentenciat a cadena perpètua el 4 de novembre de 1983, amb una recomanació de complir un mínim de 25 anys. Anys més tard, va ser empresonat en HM Prison, una presó de màxima seguretat en Full Sutton en East Riding de Yorkshire (Anglaterra).
Tots els seus homicidis van ser comesos en el nord de Londres, en els domicilis de residència a través dels anys en què coneixeria aquells qui anava a matar. Les seves víctimes eren atretes a aquestes adreces mitjançant enganys i assassinats per escanyament, en algunes ocasions acompanyades d'ofegament en aigua. Després dels homicidis, Nilsen realitzava un ritual en el qual banyava i vestia a les víctimes, les quals conservava per un bon temps, abans de disseccionar-les i després cremar-les en una foguera o tirar-les trossejades pel vàter.
Va ser conegut com the "Muswell Hill Murderer" quan va acceptar els homicidis realitzats en el districte de Muswell Hill en el Nord de Londres. Va ser també conegut com "the Kindly Killer" (amable assassí) en referència al fet que el seu mètode d'assassinar era el més humà. Per practicar un modus operandi similar d'homicidis, Nilsen va ser batejat com el "Jeffrey Dahmer britanic". Va morir a la presó el 12 de maig de 2018, sense saber-se'n les causes.

## Biografia
Fill d'Olav Nilsen (noruec) i de Betty Whyte (escocesa), Dennis va tenir una infància molt dura a causa del desastrós matrimoni dels seus pares i a l'alcoholisme del seu pare. El matrimoni només va durar set anys i després del divorci tot seguia com abans; gens havia millorat la vida del petit Nilsen, qui tenia dues germanes més que vivien amb els seus avis, igual que ell.
Quan Nilsen comptava amb sis anys, va morir el seu avi, Andrew Whyte. A causa de la seva edat no va ser informat dels esdeveniments, però la seva mare, fanàtica religiosa, va portar al petit Nilsen a veure el cadàver del seu avi, la qual cosa li va crear un gran buit emocional que el marcaria per a tota la vida. Quan tenia vuit anys, Nilsen va anar a nedar a la platja, i estant a punt d'ofegar-se, va ser rescatat per un noi, qui suposadament es va excitar sexualment amb ell i es masturbar sobre Nilsen, trobant aquest una substància blanca en el seu estómac en despertar del seu desmai.
Si bé la majoria dels assassins en sèrie van tenir una infància plagada de problemes, com la crueltat cap als animals o piromanía, cal ressaltar que Nilsen va tenir una infància bastant pacífica. Els principals problemes de Nilsen van derivar de les vivències que va haver de passar i de les morts a les quals va sobreviure, com la del seu avi o la d'un home que s'havia ofegat en un riu. Veure els cadàvers marcaria per a tota la vida a Nilsen. Des de la seva joventut, Nilsen va tenir una clara orientació homosexual i, de fet, va quedar impressionat una vegada amb el tors nu del seu germà; fantasejant, va intentar explorar-ho, però va descartar immediatament la idea.
El 1961 es va allistar en l'armada britànica, on va aprofitar la solitud de la seva cambra per col·locar un mirall enfront del seu llit i fantasejar amb que era un cadàver, pels quals sentia adoració. El 1972 va deixar l'armada per treballar com a empleat de vigilància, però va durar poc temps i va entrar a treballar en una agència de treball, on va romandre fins al seu arrest.

## Primers crims
El 1978, va conèixer a un jove en un bar i li va convidar al seu apartament, on van mantenir relacions sexuals. L'endemà al matí, Nilsen es va despertar i en veure al seu company de llit dormint, es va adonar que ja faltava poc perquè el seu company es vestís i s'anés. En aquest moment, Nilsen va prendre una corbata i el va escanyar per després ofegar-lo en aigua i observar el seu cadàver. L'endemà al matí, Nilsen va banyar el cadàver i el va portar al seu llit, on va mantenir relacions sexuals amb ell (necrofilia). Després va guardar el cadàver sota les taules del terra de la seva habitació. Set mesos després, va ajuntar les restes i les va cremar en una foguera.
Així, Nilsen va assassinar 14 homes, estudiants, indigents o parelles seves, als quals va escanyar, va ofegar, va esquarterar i va llançar les seves restes pel desguàs o va incinerar.

## Arrest, judici i sentència
A principis de 1983, els veïns de Nilsen no aguanten la pudor que sortia de les seves canonades, i en estar embussades, criden a un lampista. Aquest trobà carn humana putrefacta embussant les canonades de l'edifici, per la qual cosa cridà a la policia. Després d'una llarga recerca, la policia arriba a la casa de Nilsen, un funcionari de 37 anys. Un dia en què Nilsen tornava del treball, veu a tres homes davant la seva porta. L'astut oficial de policia Peter Jay respon a la pregunta de Nilsen sobre per què estava interessada la policia en ell, dient-li terminantment: «Mostri'ns els altres cossos, Nilsen», al que Nilsen sorprenentment va respondre «sí, passin; estan en l'armari i en el bany». Quan li van preguntar quants n'havia matat, Nilsen va respondre «15 o 16, no me'n recordo». Va ser arrestat immediatament. Segons l'oficial Jay, l'assassí va admetre que si no l'haguessin arrestat en aquest moment, aquest no hauria deixat d'assassinar joves.
Finalment, el 4 de novembre de 1983, Nilsen va ser jutjat per cometre sis assassinats i altres dos intents d'assassinat, i va ser sentenciat a cadena perpètua amb un mínim de 25 anys de reclusió.
Anys després es va demostrar una mort addicional, la de la seva primera víctima, un noi de tan sols 14 anys. Per això, Nielsen va tornar a ser condemnat, sense optar a la llibertat condicional.

## Víctimes
- Víctima 1: Stephen Dean Holmes tenia 14 anys quan Nilsen el va assassinar el 30 de desembre de 1978. L'havia conegut en un bar gai.
- Víctima 2: Kenneth Ockendon, un estudiant canadenc de 23 anys, va ser escanyat el 3 de desembre de 1979.
- Víctima 3: Martyn Duffey, de 16 anys, de Birkenhead, Merseyside, Anglaterra. Va ser assassinat al maig de 1980.
- Víctima 4: Billy Sutherland, de 26 anys, d'Escòcia, Regne Unit.
- Víctima 5: Va ser un home que feia serveis sexuals que mai va ser identificat; s'estima que provenia de Tailàndia o de les Filipines.
- Víctima 6: Nilsen poc recordava d'aquest, segons va dir; recordava que es tractava d'un home irlandès.
- Víctima 7: Nilsen el va definir com un "hippie" que va trobar en Charing Cross, Londres, Anglaterra.
- Víctima 8: Poc recordava Nilsen d'aquesta víctima; només que va recuperar tres peces un any després d'assassinar-ho. Després el va enterrar.
- Víctima 9 i 10: dos joves escocesos que va trobar en el Soho, Londres.
- Víctima 11: va ser un skinhead que Nilsen va trobar en Piccadilly Circus.
- Víctima 12: Malcolm Barlow, jove assassinat el 18 de setembre de 1980.
- Víctima 13: John Howlett, assassinat al desembre de 1981.
- Víctima 14: Graham Allen, que va conèixer a Nilsen en Shaftesbury Avenue.
- Víctima 15: Stephen Sinclair, escanyat l'1 de febrer de 1983; després Nilsen va bullir les seves restes i els va rebutjar pel vàter. Va ser la seva última víctima.